# Joris Ivens
Joris Ivens (18. listopadu 1898 Nijmegen — 28. července 1989 Paříž) byl nizozemský režisér dokumentárních filmů.

## Životopis
S filmem se seznamoval od v dětství: byl synem úspěšného obchodníka s filmovou a fotografickou technikou Keese Ivense a už jako třináctiletý natočil první krátký film. Studoval ekonomii, ale před převzetím otcovy firmy dal přednost umělecké dráze. V roce 1927 se oženil s německou fotografkou Germaine Krullovou. Krátké poetické snímky Most (1928) a Déšť (1929) byly ovlivněny stylem tehdejší avantgardy, natáčel také reklamy pro firmu Philips nebo reportáž o vysoušení polderů Zuiderzee. V roce 1931 vstoupil do komunistické strany, odjel do SSSR, kde natočil film o komsomolcích budujících nové město Magnitogorsk Píseň hrdinů (1932). Roku 1934 vytvořil dokument o dopadech hospodářské kríze na hornický region v Belgii Misère au Borinage, v roce 1937 natočil Španělskou zemi o občanské válce ve Španělsku (komentář k němu napsal a namluvil Ernest Hemingway) a o rok později 400 milionů o čínském odporu proti japonské invazi. Za druhé světové války žil v USA a Kanadě, natočil propagandistické filmy Action Stations oslavující námořní konvoje za bitvy o Atlantik a Know Your Enemy: Japan, který byl nakonec zakázán pro příliš negativní vykreslení císaře Hirohita. Nizozemskou koloniální politiku odsoudil ve snímku Indonesia Calling (1946). Poté, co Ivense začal vyšetřovat Výbor pro neamerickou činnost, odešel do východní Evropy, kde natočil filmy Prvá léta (1949, o poválečné výstavbě), Přátelství zvítězí (1951, o festivalu mládeže ve východním Berlíně), Wyścig pokóju (1952, o cyklistickém Závodu míru) a Píseň proudů (1954, k desátému výročí založení Světové odborové federace). V roce 1956 vznikl ve francouzsko-východoněmecké koprodukci jeho první hraný film Dobrodružství Tilla Ulenspiegla s Gérardem Philipem v hlavní roli. Podílel se také na mezinárodních kolektivních projektech jako Větrná růžice (1957) o postavení žen ve společnosti a Daleko od Vietnamu (1967) o ohlasech vietnamské války v západní společnosti. Točil i nepolitické filmy, jako Setkání Seiny s Paříži (scénář Jacques Prévert, oceněný na festivalu v Cannes) nebo Rotterdam Europoort. Dlouhá léta žil v Číně, kde natočil svůj nejrozsáhlejší film, 763 minut dlouhý obraz kulturní revoluce Comment Yukong déplaça les montagnes (1976).
Obdržel Mezinárodní cenu míru (1955) a Leninovu cenu (1968). V roce 1989 byl nizozemskou vládou povýšen do rytířského stavu. Je pohřben na hřbitově Montparnasse.
Jeho dědeček byl fotograf Wilhelm Ivens.